# Грађани (Цетиње)
Грађани је насеље у пријестоници Цетиње у Црној Гори. Према попису из 2003. било је 23 становника (према попису из 1991. било је 31 становника).

## Земљопис и клима
Надморска висина је 354 метра. Клима је мјешовита између умјерено-континенталне и Медитеранске.

## Повијест
Митрополиту Данилу Петровићу су Грађани (племе) и њихов поп Богдан правили проблеме, али су се касније покајали. Називао их је ребелима (бунтовницима): врзи тога попа Богдана у тамницу и све Грађане. У центру села је црква Светог Јована Крститеља, која је обновљена 1907. године. Лазар Томановић је записао 4 назива живих вода (извора) у Грађанима: Водица, Змијанац, Копривњак и Светога Саве. У Грађанима је лажни руски цар Шћепан Мали има своју пријестоницу осам мјесеци, а ту се у то вријеме склонио од Турака и патријарх Василије Јовановић-Бркић. Заселак Грађана је село Шишовићи, одакле је први владика зетски Иларије, који је Врањину основао. Синђелија митрополита Данила свједочи да је поп Никола Поповић из Грађана био парох Курила, Бериславаца, Бистрице, Плавнице и других зетских села. Ту синђелију је Томановићу показао поп Машан Поповић, тадаши парох грађански. На њој је написано да је прештампана у Српско-далматинском магазину. Исти поп му је показао синђелију Венијамина (1582—1591), милостију Божијеју митрополит Црне Горе и Приморја. Поред осталих синђелија које су се чувале у том селу ту је било и писмо из времена Ђурђа Црнојевића којим овај владар зетски, усљед жалбе кнеза Илије Љешевића из Шишовића на Допило и на остала околна села, да су им притисли границе и баштине и гору и воду, даје на знање, како је именовао 24 властелина од све земље које су те границе разгледали. Ту су наведена и имена и презимена те властеле, од којих су нека презимена: Сарапа, Косијер, Остојић, Новаковић, Милојевић, Вукићевић, Милошевић... Љешевић је био познати Херцеговац из Благаја, презименом Хранић, који је прешао у Љеш у Арбанију, одакле је од турске силе побјегао под крило Иванбега и прозове се Љешевић. Иванбег га је населио у Грађане, и дао му је велики посјед, коме су границе означене у хрисовуљи. До владавине Петра Првог Грађани су се сукобили с осталим племенима. 1796. на њих су ударили Црмничани.
При једном од сукоба, поп Иван Поповић се тада затворио у кућу са 20 другова, одакле се јуначки бранио. Тада је дошао Петар Први са 30 главара и измири закрвљена племена. Више куће попа Машан је био Крш (камен, камено увишење) Св. Петра, а на другом мјесту је и Крш Св. Саве. Крајем 19. вијека село је бројало 153 куће, од којих је 90-95 кућа Липоваца, које се између себе дијеле: 36 кућа Поповића, 30 Кнежевића, 6 Милановића, 10 Петровића, 3 Радовића и 2 Вуковића. Причало се да сви они воде поријекло од оног Љешевића, што га је Иванбег населио у Шишовиће, гдје је и тада било развалина лијепих кућа. Од осталих кућа ту су били: 7 Михаљевића, 2 Црнојевића, 2 Буће, 1 Хаџија, 20 Радомираца, а 15 Гађа. Мушких глава је тада било једва 20 у селу, сви су радили по свијету. Посебно су били добри као баштовани.

## Становништво
У насељу Грађани живи 21 пунолетни становник, а просечна старост становништва износи 60,7 година (57,4 код мушкараца и 63,2 код жена). У насељу има 10 домаћинстава, а просечан број чланова по домаћинству је 2,30.
Ово насеље је углавном насељено Црногорцима (према попису из 2003. године), а у последња три пописа, примећен је пад у броју становника.
|  |

| Демографија | Демографија | Демографија |
| Година      | Становника  | Становника  |
| ----------- | ----------- | ----------- |
|             |             |             |
|             |             |             |
|             |             |             |
|             |             |             |
| 1948.       | 223         |             |
| 1953.       | 179         |             |
| 1961.       | 151         |             |
| 1971.       | 107         |             |
| 1981.       | 68          |             |
| 1991.       | 31          | 31          |
| 2003.       | 23          | 23          |
|             |             |             |
|             |             |             |

| Етнички састав према попису из 2003.‍ | Етнички састав према попису из 2003.‍ | Етнички састав према попису из 2003.‍ | Етнички састав према попису из 2003.‍ | Етнички састав према попису из 2003.‍ |
| ------------------------------------ | ------------------------------------ | ------------------------------------ | ------------------------------------ | ------------------------------------ |
|                                      |                                      |                                      |                                      |                                      |
| Црногорци                            | Црногорци                            |                                      | 20                                   | 86,95%                               |
| непознато                            | непознато                            |                                      | 3                                    | 13,04%                               |

| \| \| м \| \| \| ж \| \| ? \| 0 \| \| \| 0 \| \| 80+ \| 1 \| \| \| 0 \| \| 75—79 \| 2 \| \| \| 0 \| \| 70—74 \| 1 \| \| \| 6 \| \| 65—69 \| 1 \| \| \| 2 \| \| 60—64 \| 2 \| \| \| 1 \| \| 55—59 \| 0 \| \| \| 1 \| \| 50—54 \| 0 \| \| \| 0 \| \| 45—49 \| 0 \| \| \| 2 \| \| 40—44 \| 1 \| \| \| 0 \| \| 35—39 \| 0 \| \| \| 0 \| \| 30—34 \| 0 \| \| \| 1 \| \| 25—29 \| 0 \| \| \| 0 \| \| 20—24 \| 0 \| \| \| 0 \| \| 15—19 \| 0 \| \| \| 0 \| \| 10—14 \| 1 \| \| \| 0 \| \| 5—9 \| 1 \| \| \| 0 \| \| 0—4 \| 0 \| \| \| 0 \| \| Просек : \| 1 \| \| \| 0 \| |   |  |  |   |
| |   |  |  |   |
| | м |  |  | ж |
| ? | 0 |  |  | 0 |
| 80+ | 1 |  |  | 0 |
| 75—79 | 2 |  |  | 0 |
| 70—74 | 1 |  |  | 6 |
| 65—69 | 1 |  |  | 2 |
| 60—64 | 2 |  |  | 1 |
| 55—59 | 0 |  |  | 1 |
| 50—54 | 0 |  |  | 0 |
| 45—49 | 0 |  |  | 2 |
| 40—44 | 1 |  |  | 0 |
| 35—39 | 0 |  |  | 0 |
| 30—34 | 0 |  |  | 1 |
| 25—29 | 0 |  |  | 0 |
| 20—24 | 0 |  |  | 0 |
| 15—19 | 0 |  |  | 0 |
| 10—14 | 1 |  |  | 0 |
| 5—9 | 1 |  |  | 0 |
| 0—4 | 0 |  |  | 0 |
| Просек : | 1 |  |  | 0 |

| Број домаћинстава према пописима из периода 1948—2003. | Број домаћинстава према пописима из периода 1948—2003. | Број домаћинстава према пописима из периода 1948—2003. | Број домаћинстава према пописима из периода 1948—2003. | Број домаћинстава према пописима из периода 1948—2003. | Број домаћинстава према пописима из периода 1948—2003. | Број домаћинстава према пописима из периода 1948—2003. | Број домаћинстава према пописима из периода 1948—2003. |
| Година пописа                                          | 1948.                                                  | 1953.                                                  | 1961.                                                  | 1971.                                                  | 1981.                                                  | 1991.                                                  | 2003.                                                  |
| ------------------------------------------------------ | ------------------------------------------------------ | ------------------------------------------------------ | ------------------------------------------------------ | ------------------------------------------------------ | ------------------------------------------------------ | ------------------------------------------------------ | ------------------------------------------------------ |
| Број домаћинстава                                      | 61                                                     | 58                                                     | 46                                                     | 32                                                     | 23                                                     | 16                                                     | 10                                                     |

| Број домаћинстава по броју чланова према попису из 2003. | Број домаћинстава по броју чланова према попису из 2003. | Број домаћинстава по броју чланова према попису из 2003. | Број домаћинстава по броју чланова према попису из 2003. | Број домаћинстава по броју чланова према попису из 2003. | Број домаћинстава по броју чланова према попису из 2003. | Број домаћинстава по броју чланова према попису из 2003. | Број домаћинстава по броју чланова према попису из 2003. | Број домаћинстава по броју чланова према попису из 2003. | Број домаћинстава по броју чланова према попису из 2003. | Број домаћинстава по броју чланова према попису из 2003. | Број домаћинстава по броју чланова према попису из 2003. |
| Број чланова                                             | 1                                                        | 2                                                        | 3                                                        | 4                                                        | 5                                                        | 6                                                        | 7                                                        | 8                                                        | 9                                                        | 10 и више                                                | Просек                                                   |
| -------------------------------------------------------- | -------------------------------------------------------- | -------------------------------------------------------- | -------------------------------------------------------- | -------------------------------------------------------- | -------------------------------------------------------- | -------------------------------------------------------- | -------------------------------------------------------- | -------------------------------------------------------- | -------------------------------------------------------- | -------------------------------------------------------- | -------------------------------------------------------- |
| Број домаћинстава                                        | 10                                                       | 3                                                        | 5                                                        | 0                                                        | 1                                                        | 0                                                        | 1                                                        | 0                                                        | 0                                                        | 0                                                        | 0                                                        |

| Пол    | Укупно | Неожењен/Неудата | Ожењен/Удата | Удовац/Удовица | Разведен/Разведена | Непознато |
| ------ | ------ | ---------------- | ------------ | -------------- | ------------------ | --------- |
| Мушки  | 8      | 1                | 6            | 1              | 0                  | 0         |
| Женски | 13     | 3                | 6            | 4              | 0                  | 0         |
| УКУПНО | 21     | 4                | 12           | 5              | 0                  | 0         |

| Пол    | Укупно                    | Пољопривреда, лов и шумарство | Рибарство                            | Вађење руде и камена | Прерађивачка индустрија       |
| ------ | ------------------------- | ----------------------------- | ------------------------------------ | -------------------- | ----------------------------- |
| Мушки  | 2                         | 0                             | 0                                    | 0                    | 0                             |
| Женски | 1                         | 0                             | 0                                    | 0                    | 0                             |
| Укупно | 3                         | 0                             | 0                                    | 0                    | 0                             |
|        |                           |                               |                                      |                      |                               |
| Пол    | Производња и снабдевање   | Грађевинарство                | Трговина                             | Хотели и ресторани   | Саобраћај, складиштење и везе |
| Мушки  | 2                         | 0                             | 0                                    | 0                    | 0                             |
| Женски | 0                         | 0                             | 0                                    | 0                    | 0                             |
| Укупно | 2                         | 0                             | 0                                    | 0                    | 0                             |
|        |                           |                               |                                      |                      |                               |
| Пол    | Финансијско посредовање   | Некретнине                    | Државна управа и одбрана             | Образовање           | Здравствени и социјални рад   |
| Мушки  | 0                         | 0                             | 0                                    | 0                    | 0                             |
| Женски | 0                         | 0                             | 0                                    | 0                    | 0                             |
| Укупно | 0                         | 0                             | 0                                    | 0                    | 0                             |
|        |                           |                               |                                      |                      |                               |
| Пол    | Остале услужне активности | Приватна домаћинства          | Екстериторијалне организације и тела | Непознато            | Непознато                     |
| Мушки  | 0                         | 0                             | 0                                    | 0                    | 0                             |
| Женски | 1                         | 0                             | 0                                    | 0                    | 0                             |
| Укупно | 1                         | 0                             | 0                                    | 0                    | 0                             |

## Познате личности
- Јован Поповић-Липовац